# 张猛龙碑

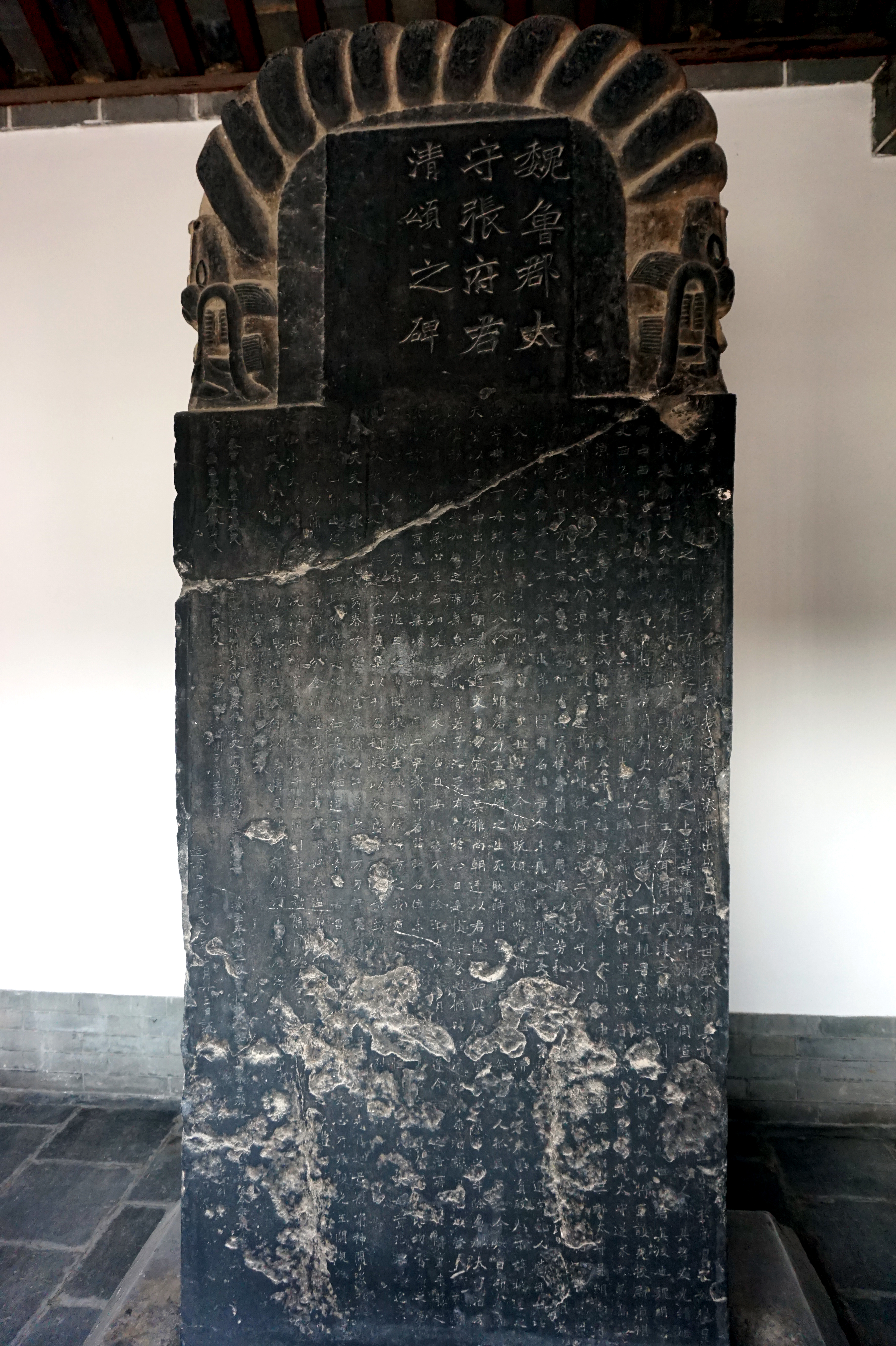
张猛龙碑，现藏曲阜三孔。

《张猛龙碑》北魏碑刻。正书。碑额题《魏鲁郡太守张府君清颂之碑》，正光三年（522年）立。碑文宣扬孝道及张猛龙尊孔兴学事迹。书法雄秀险劲，碑阴题名亦颇流动。为著名北魏碑刻之一。明郭宗昌《金石史》，清顾炎武《金石文字记》、王昶《金石萃编》等书著录。现在中国山东曲阜孔庙。